# Thomas Bertels
Thomas Bertels (* 5. November 1986 in Geseke) ist ein deutscher Fußballspieler und -trainer.

## Spielerkarriere
Bertels begann seine Karriere in der Jugend des Blau-Weiß Dedinghausen und TuS Ehringhausen. In der C-Jugend wechselte er zum SV Lippstadt 08 und kehrte im zweiten A-Jugendjahr nach Ehringhausen zurück. Danach spielte er zwei Jahre bei SuS Bad Westernkotten und ein Jahr bei Rot-Weiß Horn, bis er 2008 wieder zum SV Lippstadt 08 zurückkam. Von 2009 bis 2011 spielte Bertels beim SC Verl in der Regionalliga West, in der er regelmäßig eingesetzt wurde.
Zur Saison 2011/12 wechselte er zum Zweitligisten SC Paderborn 07, bei dem er einen Zweijahresvertrag unterzeichnete. In der Saison 2013/14 absolvierte er 26 Punktspiele und stieg mit seinem Verein erstmals in die Bundesliga auf. In der Saison 2014/15, in der der SC Paderborn 07 wieder abstieg, kam Bertels zu einem Bundesligaeinsatz gegen den 1. FC Köln, den Rest der Spielzeit verpasste er aufgrund einer komplizierten Fußoperation. In der Saison 2015/16 kam er zu 13 Einsätzen in der 2. Bundesliga (ein Tor) und stieg mit dem Verein in die 3. Liga ab. In der Saison 2016/17 kam Bertels auf 29 Drittligaeinsätze. Der SC Paderborn 07 stieg zwar sportlich ab, trat aber aufgrund der fehlenden Lizenz des Zweitligaabsteigers TSV 1860 München auch in der Saison 2017/18 in der 3. Liga an. In dieser Spielzeit kam er 22 Mal zum Einsatz und steuerte zwei Treffer zum Wiederaufstieg in die 2. Bundesliga bei.
Zur Saison 2018/19 wurde Bertels Co-Trainer der in der A-Junioren-Bundesliga spielenden U19 und spielt daneben in der zweiten Mannschaft in der fünftklassigen Oberliga Westfalen, für die er bereits zwischen 2014 und 2018 viermal zum Einsatz gekommen war. Darüber hinaus stand er zunächst noch als Stand-by-Spieler ohne Einsatz im Zweitligakader und schied zur Wintervorbereitung aus diesem aus; seine Rückennummer 14 wurde an den Neuzugang Khiry Shelton vergeben.
Zur Saison 2019/20 schloss Bertels sich seinem früheren Jugendverein TuS Ehringhausen an. Ab Sommer 2021 spielt Bertels für den VfB Schloß Holte.

## Trainerkarriere
Im Juli 2018 wurde Bertels Co-Trainer der U19 des SC Paderborn 07, während er selbst noch als Spieler für die zweite Mannschaft des SC Paderborn 07 aktiv war. 2019 wurde er Trainer der Paderborner U16.
Am 24. Februar 2022 übernahm Bertels die zweite Mannschaft des SCP in der Oberliga Westfalen als Nachfolger von Michél Kniat, der zum Drittligisten SC Verl wechselte.
Nach dem Aufstieg in die Regionalliga West verließ er ein Jahr vor Vertragsende die zweite Mannschaft des SCP und übernahm die von U17 von Schalke 04.

## Erfolge

### Als Spieler
- Aufstieg in die Bundesliga: 2014, 2019
- Aufstieg in die 2. Bundesliga: 2018

### Als Cheftrainer
- Aufstieg in die Regionalliga West: 2023